# 草山村
草山村（くさやまむら）は、兵庫県多紀郡にあった村。現在の丹波篠山市の北東部、友渕川の上流域にあたる。

## 地理
- 山岳：小金ヶ嶽
- 河川：友渕川

## 歴史
- 1889年（明治22年）4月1日 - 町村制の施行により、本郷村・川坂村・遠方村・桑原村の区域をもって発足。
- 1955年（昭和30年）1月1日 - 南河内村・北河内村と合併して西北村が発足。西北村が即日改称して西紀村となる。同日草山村廃止。